# Lička Plješivica
Lička Plješivica este o arie protejată (sit de importanță comunitară — SCI) din Croația întinsă pe o suprafață de 36.653,47 ha, integral pe uscat.

## Localizare
Centrul sitului Lička Plješivica este situat la coordonatele 44°39′34″N 15°49′57″E / 44.659348°N 15.832635°E.

## Înființare
Situl Lička Plješivica a fost declarat sit de importanță comunitară în iulie 2013 pentru a proteja 1 specie de plante și 6 specii de animale.

## Biodiversitate
Situată în ecoregiunea alpină, aria protejată conține 4 habitate naturale: Pajiști alpine și subalpine calcaroase, Pajiști alpine și boreale, Tufărișuri cu Pinus mugo și Rhododendron hirsutum (Mugo-Rhododendretum hirsuti), Grohotișuri calcaroase și de șisturi calcaroase de la nivelul montan până la nivelul alpin (Thlaspietea rotundifolii).
La baza desemnării sitului se află mai multe specii protejate:
- plante (1): Buxbaumia viridis
- mamifere (5): liliac cârn (Barbastella barbastellus), lupul (Canis lupus), râs eurasiatic (Lynx lynx), liliac cu urechi mari (Myotis bechsteinii), urs brun (Ursus arctos)
- nevertebrate (1): Euplagia quadripunctaria

Pe lângă speciile protejate, pe teritoriul sitului au mai fost identificate 1 specie de plante, 1 specie de nevertebrate.